# Cuộc vây hãm La Fère
Cuộc vây hãm La Fère là một cuộc vây hãm trong cuộc Chiến tranh Pháp-Đức, đã diễn ra từ ngày 15 tháng 11 cho đến ngày 27 tháng 11 năm 1870, tại pháo đài La Fère của Pháp. Mặc dù quân đội Pháp đồn trú tại La Fère dưới quyền chỉ huy của thuyền trưởng Planché đã đứng vững trước cuộc vây hãm của quân đội Đức, pháo đài này đã đầu hàng vào ngày 26 tháng 11 sau khi bị quân Đức pháo kích. Với chiến thắng này, quân đội Đức đã bắt được hàng nghìn tù binh (đa phần là lính Garde Mobile), cũng như không ít vũ khí trong tay quân đội Pháp. Cuộc pháo kích của quân Đức vào La Fère trong vòng 2 ngày đã khiến cho thị trấn này bị hư hại nghiêm trọng. Sau khi chiếm được La Fère, người Đức cũng sử dụng những khẩu pháo hữu dụng nhất tại đây để vũ trang cho thành trì Amiens.
Mặc dù chỉ là một pháo đài nhỏ, La Fère có thể là một mối hiểm họa cho quân đội Đức trên đường tiến của họ đến Amiens, bởi vì nó đe dọa đến hậu quân của họ. Lữ đoàn Bộ binh số 4 thuộc Quân đoàn số 1 của Phổ dưới sự chỉ huy của Thiếu tướng Von Zhilinsky đã được giao phó trách nhiệm bao vây La Fère. Và, vào ngày 15 tháng 11 năm 1870, sau một chuyến hành trình kéo dài từ Metz, họ đã đến La Fère để thực hiện cuộc phong tỏa pháo đài này. Quân trú phòng của Pháp đã tiến hành những cuộc phá vây mạnh mẽ, nhưng không thể thu được thành quả. Chẳng hạn, vào ngày 20 tháng 11, 6 đại đội của Pháp đã tiến công đối phương ở Menessis bên bờ phải sông Oise, nhưng bị một tiểu đoàn của Đức đập tan. Sự ngập lụt đã khiến cho dân chúng trong thị trấn nằm ở mực nước thấp này không thể trú ẩn nếu bị công pháo. Trong trận bao vây, người sĩ quan chỉ huy của pháo đài này đã từng quyết định gửi mọi vật liệu pháo binh đến Lille vì biết rằng thị trấn La Fère không thể hứng chịu các cuộc pháo kích. Tuy nhiên, ý tưởng này đã bị dân chúng tại đây phản đối. Và, khi đoàn quân vây hãm của Đức kéo tới từ Soissons và 32 khẩu trọng pháo, 7 khẩu đội pháo đã được xây dựng và vũ trang trong đêm ngày 24 tháng 11 trên các cao điểm nằm về hướng đông, cách pháo đài 1.500 bước. Tiến trình này đã không vấp phải sự ngăn trở của quân Pháp. Ngày hôm sau (25 tháng 11), cuộc pháo kích của quân Đức bắt đầu. Trước sức công phá khủng khiếp của hỏa lực của Đức, lực lượng pháo binh của quân trú phòng Pháp đã kháng cự quyết liệt. Tuy nhiên, các khẩu pháo của quân Đức (trong đó có 6 súng cối) đã làm câm tịt các hỏa điểm của đối phương, và gây cháy trong thị trấn.
Trước sự vây hãm của Quân đoàn số 1 của Đức, La Fère đã rơi vào tình hình rất khó khăn, và thuyền trưởng Planché không thể cầm cự thêm. Vào ngày 26 tháng 11, quân trú phòng Pháp đã đầu hàng, trong khi lực lượng pháo binh Đức không bị thiệt hại gì. Quân Đức đã tiến vào La Fère trong ngày 27 tháng 11.